# Olympische Jugend-Sommerspiele 2014/Teilnehmer (Neuseeland)
| Gelbes Symbol für Goldmedaillen mit stilisierten Olympischen Ringen | Graues Symbol für Silbermedaillen mit stilisierten Olympischen Ringen | Braundes Symbol für Bronzemedaillen mit stilisierten Olympischen Ringen |
| ------------------------------------------------------------------- | --------------------------------------------------------------------- | ----------------------------------------------------------------------- |
| 2                                                                   | 1                                                                     | 2                                                                       |

Die Jugend-Olympiamannschaft aus Neuseeland für die II. Olympischen Jugend-Sommerspiele vom 16. bis 28. August 2014 in Nanjing (Volksrepublik China) bestand aus 50 Athleten.

## Athleten nach Sportarten

### Basketball
Jungen
- 3x3: 11. Platz
- Isaac Davidson
- Izayah Mauriohooho Le'Afa
- Ray Penny
- Sam Timmins

### Beachvolleyball
Jungen
- Nate Moore
- Kahurangi Robinson
17. Platz

### Fechten
Jungen
- Sheldon Ogilvie
Degen Einzel: 9. Platz

### Gewichtheben
Jungen
- Cam McTaggart
Leichtgewicht: 10. Platz

### Golf
| Mädchen - Julianne Alvarez Einzel: 7. Platz Mixed: 10. Platz | Jungen - Nick Coxon Einzel: 15. Platz Mixed: 10. Platz |

### Hockey
| Mädchen - 5. Platz - Isla Bint - Frances Davies - Ella Hyatt Brown - Bridget Kiddle - Su Arn Kwek - Amy Robinson - Catherine Tinning - Casey-Mae Waddell - Tayla White | Jungen - 6. Platz - David Brydon - Robbie Capizzi - Fynn Edwards - Richmond Lum - Dominic Newman - Hayden Phillips - Aidan Sarikaya - Dylan Thomas - Mac Wilcox |

### Kanu
Mädchen
- Kensa Randle
Kajak-Einer Slalom: 9. Platz
Kajak-Einer Sprint: DNF (1. Lauf)

### Reiten
- Emily Fraser
Springen Einzel: Gold 
Springen Mannschaft: 5. Platz (im Team Australasien)

### Ringen
| Mädchen - Merinda Bramley Freistil bis 46 kg: 6. Platz | Jungen - Matthew Downes Griechisch-römisch bis 58 kg: 7. Platz - Jordan Marshall Griechisch-römisch bis 69 kg: 8. Platz - Brahm Richards Freistil bis 54 kg: 9. Platz - Douglas Lloyd Freistil bis 63 kg: 7. Platz |

### Rudern
| Mädchen - Jackie Gowler - Renee Olley Zweier: 9. Platz | Jungen - Jack O’Leary Einer: 9. Platz |

### Schwimmen
- 4 × 100 m Freistil Mixed: 18. Platz
4 × 100 m Lagen Mixed: 15. Platz

| Mädchen - Gabrielle Fa'Amausili 50 m Freistil: 17. Platz 100 m Freistil: 26. Platz 50 m Rücken: Bronze 100 m Rücken: 11. Platz - Bobbi Gichard 50 m Rücken: 6. Platz 100 m Rücken: Bronze 200 m Rücken: 17. Platz 50 m Schmetterling: DNS 100 m Schmetterling: 29. Platz | Jungen - Michael Mincham 200 m Freistil: 16. Platz 400 m Freistil: 17. Platz 800 m Freistil: 13. Platz - Jacob Garrod 50 m Brust: 28. Platz 100 m Brust: 30. Platz 200 m Brust: 15. Platz 200 m lagen: DNS |

### Segeln
| Mädchen - Coral Headey Windsurfen: 16. Platz | Jungen - Finn Croft Windsurfen: 6. Platz - Alistair Gifford Byte CII: 10. Platz |

### Tischtennis
Mädchen
- Sophia Dong
Einzel: 25. Platz
Mixed: 25. Platz (mit T'Anje Johnson  St. Kitts und Nevis)

### Trampolinturnen
Jungen
- Dylan Schmidt
Einzel: Gold

### Triathlon
| Mädchen - Elizabeth Stannard Einzel: 13. Platz Mixed: Bronze (im Team Ozeanien 1) | Jungen - Daniel Hoy Einzel: Silber Mixed: Bronze (im Team Ozeanien 1) |

### Turnen
Mädchen
- Millie Williamson
Einzelmehrkampf: 19. Platz